# 布茨尼 (列季奇夫區)
49°17′55″N 27°45′29″E / 49.29861°N 27.75806°E
布茨尼（烏克蘭語：Буцні）是位於烏克蘭西部的村莊，由赫梅利尼茨基州裡赫梅利尼茨基區的萊蒂奇夫市鎮負責管轄。該村面積1.35平方公里，海拔高度308米，2001年人口201，人口密度每平方公里149.3人。